# برايوني شو
برايوني شو (بالإنجليزية: Bryony Shaw) هي راكبة أمواج ‏ بريطانية، ولدت في 28 أبريل 1983 في واندزوورث في المملكة المتحدة.

## وصلات خارجية
- برايوني شو على موقع الاتحاد الدولي للملاحة الشراعية (موقع جديد) (الإنجليزية)
- برايوني شو على موقع الاتحاد الدولي للملاحة الشراعية (موقع قديم) (الإنجليزية)
- برايوني شو على موقع اللجنة الأولمبية الدولية (الإنجليزية)
- برايوني شو على موقع أوليمبيديا (الإنجليزية)
- برايوني شو على موقع اللجنة الأولمبية البريطانية (الإنجليزية)